# Venera 2MV-1 No.1
A Venera 2MV-1 No.1, também conhecida como Sputnik 19 no Ocidente, foi uma sonda Soviética,
lançada em 1962 como parte do Programa Venera, com o objetivo de ser a primeira sonda ser  a explorar Vênus.
Devido a um problema no último estágio, ela não conseguiu deixar a órbita terrestre baixa, e reentrou na atmosfera, poucos dias depois.
Esta foi a primeira de duas sondas Venera 2MV-1, sendo que ambas falharam.
A Venera 2MV-1 No.1 foi lançada as 02:18:45 UTC de 25 de Agosto de 1962, por intermédio de um foguete Molniya (8K78),
a partir do Cosmódromo de Baikonur. Os primeiros três estágios do foguete funcionaram perfeitamente, colocando o quarto estágio
e a carga útil, numa órbita terrestre baixa.
O quarto estágio flutuou, até que uma hora e cinquenta segundos, até que ele acionou os motores de pressurização, para preparar a ignição. No entanto, um
desses motores de pressurização falhou, e quando o motor principal foi acionado, para um funcionamento previsto de quatro minutos para colocá-lo numa
órbita heliocêntrica, o estágio todo começou a rodopiar fora de controle. Quarenta e cinco segundos depois, o motor parou de funcionar, o que o fez
permanecer na órbita da Terra. Ele reentrou na atmosfera em 28 de Agosto de 1962, três dias depois do lançamento.
O nome Sputnik 23, e mais tarde Sputnik 19, foram atribuídos pelo Comando Espacial Naval dos Estados Unidos, para
identificar a sonda, no seu "relatório de situação de satélite", visto que a União Soviética não divulgava suas designações internas naquela época, e nem
associavam um nome oficial às missões que falhavam.